# Frankstahl
Frankstahl ist ein Großhandelsunternehmen mit Sitz in Wien und bietet Produkte aus Stahl, Edelstahl, Eisenerzen, Eisen sowie Eisen- und Stahlhalbzeug, etwa für Träger, Rohre, Bleche, Stabstahl, Profile oder Zubehör. Das Unternehmen betreibt außerdem eine eigene Onlineplattform unter der Marke TheSteel.com. Die Frankstahl-Gruppe besteht unter anderem aus der im Inland tätigen Frankstahl Rohr- und Stahlhandelsgesellschaft m.b.H. und der Inter-Frankstahl Auslandsbeteiligungs GmbH mit Geschäftstätigkeiten in Tschechien, der Slowakei, Ungarn, Slowenien, Kroatien, Bosnien und Herzegowina, Rumänien und Bulgarien.
2023 erzielte die Frankstahl Rohr- und Stahlhandelsgesellschaft mbH einen Umsatz von rund 240 Millionen Euro, die Gesamtaktivitäten der Frankstahl-Gruppe liegen bei einem Umsatz von über 450 Millionen Euro. Stand 2024 beschäftigt die Firmengruppe rund 700 Mitarbeiter, etwa 300 davon in Österreich.

## Geschichte

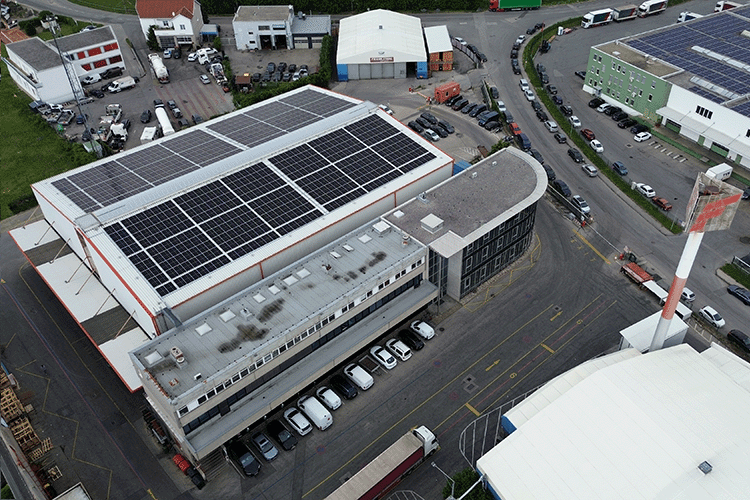
Luftbildaufnahme des Standorts in Guntramsdorf

1880 gründete Bela Frank in der Wiener Nordwestbahnstraße eine Flanschfabrik. Während der Zeit des Nationalsozialismus wurde die Fabrik aufgrund ihrer jüdischen Besitzer „arisiert“ und Ende der 1960er-Jahre an die Witwe des Firmenbesitzers restituiert. Die Witwe suchte anschließend nach einem Nachfolger für die Firma und fand ihn in Erwin Javor, der im Jahr 1969 die Firma übernahm.
Unter Erwin Javor wuchs das Unternehmen und wurde Marktführer im Bereich der Herstellung von Flanschen in Österreich. Im Jahr 1979 erfolgte der Umzug nach Traiskirchen außerhalb von Wien. Mit der Zeit konzentrierte sich das Unternehmen allgemeiner auf den Stahlhandel. Aufgrund des weiteren Wachstums bezog Frankstahl 1986 ein 50.000 Quadratmeter großes Firmengelände in Guntramsdorf, südlich von Wien. 1989 eröffnete das Unternehmen seine erste Niederlassung in Linz. Im Jahr darauf entstand die erste Auslandstochter in Tschechien.
1997 erwarb Frankstahl die Friedrich Hirnböck GmbH in Salzburg. Die folgenden Jahre baute Frankstahl sein Geschäft in Osteuropa erheblich aus. 1999 startete das erste Joint Venture mit Alukönigstahl in Tschechien. Es folgten weitere Joint Ventures in Budapest (2001), Bratislava (2002) und Bukarest (2006). Im Jahr 2002 gründete Frankstahl eigenständige Tochterunternehmen in Ljubljana sowie Zagreb und baute 2006 seine Aktivitäten in Rumänien aus. 2007 wurde die Firma Helios in Plovdiv, Bulgarien, übernommen und als Frankstahl Bulgarien in den Konzern integriert.
Im Jahr 2012 wurden die Stahlhandelsaktivitäten der Danicek Gruppe in Kärnten aufgekauft, Anfang 2013 wurde auch die insolvente Bogner-Edelstahl-Gruppe mit Niederlassungen in fünf Ländern erworben. Der Standort von Bogner-Edelstahl in Wels wurde dabei eingegliedert. 2014 wurde Erwin Javors Sohn Marcel Javor neuer Alleineigentümer der Firma. Er war zuvor 2004 Geschäftsführer sowie Miteigentümer im Familienunternehmen geworden.
In einem Urteil des Kartellgerichts gegen mehrere Stahlgroßhändler wegen verbotener Preisabsprachen wurde Frankstahl im Oktober 2015 auf Antrag der Bundeswettbewerbsbehörde (BWB) zu einer Geldstrafe von 147.000 Euro verurteilt.
Im Zuge der Digitalisierung führte Frankstahl im Jahr 2016 einen eigenen Onlineshop unter der Adresse TheSteel.com ein. 2022 erfolgte die Gründung einer Tochtergesellschaft von Frankstahl für das Finanzprodukt Steelcoin, ein tokenisiertes Wertpapier, das sich an der Stahlpreisentwicklung orientiert.

## Unternehmensstruktur
Eigentümer der Frankstahl-Gruppe ist Marcel Javor, der zugleich auch als Geschäftsführer fungiert. Die Frankstahl-Gruppe besteht dabei aus der FRANKSTAHL Rohr- und Stahlhandelsgesellschaft m.b.H. (100-Prozenttochter der Javor Unternehmensbeteiligungsges.m.b.H.) die für Geschäftstätigkeiten im österreichischen Inland zuständig ist, und der INTER-FRANKSTAHL Auslandsbeteiligungs GmbH (100-Prozenttochter der Marcel Javor Holding GmbH), welche die Beteiligungen des Unternehmens im Ausland verwaltet. Außerdem bestehen weitere Tochtergesellschaften, so etwa seit 2022 die SC Steelcoin GmbH.
Das Unternehmen hat europaweit etwa 700 Mitarbeiter, 300 davon in Österreich.

### Standorte
Der Firmensitz von Frankstahl befindet sich in Wien. Daneben verfügt Frankstahl in Österreich über eine Firmenzentrale in Guntramsdorf und weitere Lager- und Verkaufsstandorte in Wels und Nußdorf am Haunsberg bei Salzburg. Der Standort in Wels war 2013 von Bogner-Edelstahl übernommen worden. International betreibt Frankstahl vier Standorte in Tschechien, drei Standorte in Rumänien sowie jeweils einen Standort in Bosnien und Herzegowina, Bulgarien, Kroatien, in der Slowakei, in Slowenien und Ungarn. Insgesamt ist das Unternehmen in neun Ländern mit 17 Standorten vertreten. Die Flotte von Frankstahl in Österreich umfasste im Jahr 2020 rund 40 Lastkraftwagen.

## Unternehmensprofil

### Produkte
Frankstahl beliefert vor allem Unternehmen aus den Branchen Stahlbau, Maschinenbau, Fahrzeugbau, Anlagenbau, Haustechnik und Sanitärtechnik. Das Produktsortiment umfasst Lang- und Flachprodukte aus Stahl wie Träger, Rohre und Zubehör, Bleche sowie Edelbaustahl, Edelstahl und Aluminium. Einen weiteren Unternehmensschwerpunkt bilden die Produktlinien für den Haustechnik- und Installationsbereich, insbesondere Fittings, Armaturen sowie Kunststoff- und Edelstahlsysteme. Neben den unbearbeiteten Produkten bietet Frankstahl auch Anarbeitungsdienste an. Die angebotenen Anarbeitungen umfassen Verzinken, das Zuschneiden nach Schnittschema, Konservieren und Beschichten, die Bearbeitung des Stahls mit Sandstrahlen und Druckluftstrahlen, Riefen, Beizen und Phosphatieren sowie die PE-Ummantelung der Waren an.

### Steelcoin
Im Jahr 2022 führte Frankstahl Steelcoin als Finanzprodukt ein, mit dem Kunden in die Wertentwicklung bestimmter Stahlprodukte investieren können. Steelcoin ist ein Wertpapier, das zugleich einen realen Gegenwert in gelagertem Stahl hat, der bei Frankstahl untergebracht ist. Dabei wird der physische Markt, ähnlich wie bei der Anlageklasse Gold, auf den Finanzmarkt umgelegt. Für die Unternehmung gründete Frankstahl im Jahr 2022 eine Tochtergesellschaft, die SC Steelcoin GmbH mit Sitz in Wien.
Steelcoin ist sowohl als Security-Token auf der Ethereum-Blockchain als auch in Form eines Exchange-traded Product (ETP) an der Börse Stuttgart verfügbar.

### Steelprinters
Das Unternehmen Steelprinters ist seit 2018 ein Joint Venture zwischen der Frankstahl-Gruppe und ArcelorMittal. Steelprinters arbeitet an der Herstellung von Stahlprodukten als 3D-Druckverfahren, etwa bei Ersatzteilen und Maßanfertigungen.

### Onlineplattform
Frankstahl gründete im Juli 2016 einen Onlineshop für Stahl unter der Adresse TheSteel.com. Der Shop bietet über 100.000 verschiedene Stahlprodukte an. 2023 wurden rund zwei Drittel aller Verkaufstransaktionen des Unternehmens über die Onlineplattform getätigt.

### Engagement und Sponsoring
Seit Juli 2022 unterstützt Frankstahl den Fußballverein FK Austria Wien als Hauptsponsor. Der Sponsoringvertrag wurde 2023 und 2024 jeweils verlängert und läuft bis mindestens 2026.